# Girolamo Seripando
Girolamo Seripando (né le 6 mai 1493 à Troia, dans le royaume de Naples, et mort le 17 mars 1563 à Trente) est un cardinal italien du XVIe siècle. Il est membre de l'ordre des augustins. Girolamo Seripando étudie à Naples et à l'université de Bologne. Il est professeur à Naples et à Bologne. Seripando est vicaire général de la congrégation de S. Giovanni a Carbonara à Naples et vicaire général de son ordre. En 1539 il est élu supérieur général de son ordre. Seripando participe au concile de Trente en 1545-1547/1548, lors duquel il se fait remarquer par sa vue sur le péché originel et la justification. Il est légat apostolique près de l'empereur et du roi de France pendant le pontificat de Paul III (1535-1548). En 1554 il est nommé archevêque de Salerne. Seripando est un théologien reconnu. Il est créé cardinal par le pape Pie IV lors du consistoire du 26 février 1561. Le cardinal Seripando est nommé légat au Concile de Trente, où il meurt d'une pneumonie en 1563.

## Biographie
Né en 1593 à Troja, dans le Royaume de Naples, il reçut en naissant le nom de Trojano, qu’il changea en prenant l’habit chez les augustins. Il était destiné à parcourir la carrière du barreau, pour laquelle il avait acquis les connaissances nécessaires. Privé de ses parents, il suivit sa vocation, qui l’appelait à la vie monastique. Les supérieurs de son couvent l’employèrent jeune encore dans les écoles privées, où il fut le précepteur de ses collègues. Envoyé à Bologne, il y occupa une chaire de théologie, et après avoir passé par les différentes charges, il fut élu, en 1539, général de l’ordre qu’il gouverna pendant douze ans. Désigné pour le siège épiscopal d’Aquila, il préféra la retraite aux honneurs et alla s’enfermer dans un petit couvent sur le mont Pausilippe, où il se livra tout entier à la vie contemplative et à la révision de ses ouvrages. Ses compatriotes vinrent le chercher dans cet asile, le priant d’accepter une mission auprès de Charles Quint. N’osant pas tromper la confiance qui lui était témoignée, il se mit en route pour rejoindre l’Empereur à Belgrade. Accueilli favorablement par ce monarque, il en obtint tout ce qu’il était chargé de demander, et en prenant congé de lui, il reçut la nomination d’archevêque de Salerne. Il est consacré le 15 mai de la même année par Giovanni Michele Saraceni avec comme co-consécrateurs Pietro Antonio Di Capua (it) et Giovanni Giacomo Barba (it). De retour en Italie, il prit possession de son diocèse, où il assembla un synode pour proposer des réformes utiles à la religion et aux mœurs. Son zèle fut récompensé par le pape, qui, en 1561, le décora du chapeau et l’envoya en qualité de légat au Concile de Trente. Avant de partir, Seripando fit usage de son crédit pour déterminer Pie IV à fonder une imprimerie, afin d’attirer à Rome le célèbre Paul Manuce, et en passant par Bologne, il ménagea la réconciliation de Sigonius et de Robortello, dont les longues disputes étaient un sujet de scandale pour les gens de lettres. Arrivé à Trente, il prit part à la rédaction de plusieurs décrets et se fit remarquer par son éloquence et son érudition. Le cardinal Pallavicino, juge non suspect, s’est plu à lui rendre cette justice dans son histoire de ce fameux concile. Tandis que Seripando conduisait avec éclat la négociation dont il était chargé, il fut atteint d’une grave maladie et mourut le 17 mars 1563. Ses funérailles, célébrées à Trente avec une pompe extraordinaire, furent accompagnées d’une oraison funèbre, par le P. Marchesini, insérée par Ossinger dans la Bibliotheca Augustiniana.

## Succession apostolique
Girolamo Seripando a ordonné les évêques suivants :
- Cardinal Ercole Gonzaga (1561)

## Œuvres principales
- Novæ constitutiones ordinis, etc., Venise, 1549, in-fol.
- Oratio in funere Caroli V imperatoris, Naples, 1559, in-4°.
- Prediche sopra il simbolo degli apostoli, dichiarato co’ simboli del concilio Niceno e di S. Atanasio, Venise, 1567, in-4°, et avec des additions, Rome, 1586, in-8°. Ces sermons, prononcés dans la Cathédrale de Salerne, furent publiés par un neveu de l’auteur.
- Commentarius in Epistolam divi Pauli ad Galatas, Venise, 1569, in-8°, et Anvers, Plantin, 1587, in-8°.
- Commentaria in divi Pauli Epistolas ad Romanos et ad Galatas, Naples, 1601, in-4°. On y a joint la vie de l’auteur, par le P. Milensi.
- De arte orandi seu expositio symboli apostolorum, Louvain, 1681, in-12. Plusieurs lettres de ce prélat font partie d’un recueil publié par Girolamo Lagomarsini, à Rome, sous le titre de Julii Pogiani Epistolae et Orationes, 4 vol. in-4°, 1762. La bibliothèque de Naples, qui a hérité de celle de S. Giovanni a Carbonara, à laquelle Seripando avait légué ses manuscrits, possède plusieurs de ses traités de théologie inédits. On trouve d’autres renseignements dans Tafuri, Storia degli scrittori Napoletani, t. 3, part. 2, p. 193, et dans l’ouvrage d’Ossinger plus haut.